# Korg
Korg é um fabricante japonês multinacional de instrumentos musicais eletrônicos fundado em 1962. A companhia é um dos nomes mais usados e respeitados na indústria de música eletrônica.
A marca também se destacou com equipamentos como o Kemper, um simulador de amplificadores e efeitos de guitarra.

## História
Fundada em 1962 no Japão por Tsutomu Kato e Tadashi Osanai, Korg era originalmente conhecida como "Keio Electronic Laboratories" (京王技術研究所) e depois como "Keio Organs" porque seus escritórios eram localizados perto da linha de trens Keio em Tokyo e o nome Keio era formado combinando as primeiras letras de Kato e Osanai. Antes de fundar a companhia, Kato era dono de uma boate. Osanai era graduado na Universidade de Tóquio e acordeonista notável, regularmente se apresentava na boate de Kato acompanhado por um instrumento de ritmo Wurlitzer. Insatisfeito com o som do instrumento, Osanai convenceu Kato a financiar sua ideia de construir um melhor.
O primeiro produto da empresa, lançado em 1963, foi um dispositivo de ritmo eletromecânico  chamado de DA-20. Balizadas pelo sucesso do DA-20, Keio lançou uma versão sólida da máquina de ritmo, o Donca temático DE-20, em 1966.
Em 1967, Kato se juntou a Fumio Mieda, um engenheiro que queria construir teclados.  Impressionado com o entusiasmo de Mieda, Kato  pediu-lhe que construísse um protótipo e 18 meses depois Mieda retornou com um órgão programável. Keio vendeu o órgão com o nome Korg, feito da combinação de Keio com órgão. 
Os órgãos vendidos por Keio foram bem sucedidos em todo final dos anos 1960 e início dos anos 1970, mas, preocupado com a concorrência de outros grandes fabricantes, Kato decidiu utilizar a tecnologia do órgão para criar um teclado sintetizador para um novo nicho de mercado. O primeiro sintetizador de Keio, o MiniKorg, foi assim lançado em 1973.
Após o sucesso do Mini-Korg, Keio lançou um número de sintetizadores durante toda a década de 1970 e 1980 sob o nome Korg.
A Korg posteriormente ramificou-se para o mercado de gravação de músicas e efeitos de guitarra elétrica, com algum sucesso.
A Yamaha Corporation sempre foi um parceiro importante da Korg, fornecendo-lhes circuitos e peças mecânicas. Em 1987, pouco antes da liberação do M1 Music Workstation, a Yamaha adquiriu uma participação de controle nas ações da Korg, tornando-se sua principal acionista. A aquisição da empresa foi amigável, com Kato elaborando os termos, e as duas empresas continuaram a desenvolver as suas linhas de produtos independentes e a competir no mercado. Depois de muito bem sucedido após 5 anos, Kato teve dinheiro suficiente para comprar sua maior parte na Yamaha, de volta em 1993. Ironicamente foi a partir daí que começou a dominar a clientela músico-profissional, principalmente no mundo asiático e do oriente médio, regiões de praticamente de mais da metade das vendas mundiais, ainda tendo a maior população mundial.

## Principais produtos
- 1963 - Donca-Matic DA-20
- 1966 - Donca-Matic DE-20
- 1973 - Korg Mini-Korg 700
- 1975 - Korg WT-10
- 1975 - Korg Maxi-Korg 800DV
- 1977 - Korg PS-3100,3200,3300
- 1978 - Korg MS-10/MS-20
- 1978 - Korg VC-10 Vocoder
- 1979 - Korg m500 Micro Preset
- 1980 - Korg Mono/Poly
- 1981 - Korg Polysix
- 1983 - Korg Poly-61
- 1983 - Korg Poly-800
- 1983 - Korg SAS-20
- 1985 - Korg DW-8000
- 1986 - Korg DSS-1
- 1988 - Korg M1
- 1989 - Korg T series (T1/T2/T3)
- 1990 - Korg O1w
- 1990 - Korg Wavestation

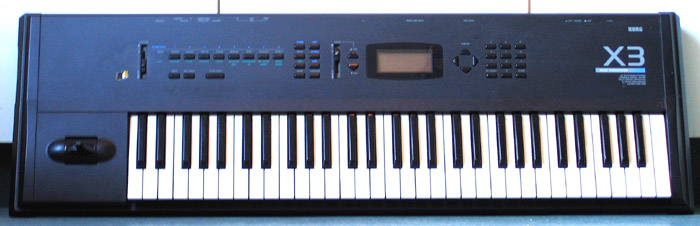
Korg X3

- 1993 - Korg X3 / Korg X2 / Korg X3R
- 1993 - Korg i3
- 1994 - Korg X5
- 1994 - Korg i2
- 1995 - Korg i1
- 1995 - Korg i4S
- 1995 - Korg i5S
- 1995 - Korg i5M
- 1996 - Korg Prophecy
- 1996 - Korg Trinity
- 1996 - Korg N264-N364
- 1996 - Korg X5D
- 1997 - Korg Z1
- 1997 - Korg iX300
- 1998 - Korg iS40
- 1998 - Korg iS50
- 1998 - Korg i30
- 1999 - Korg Kaoss Pad
- 1999 - Korg i40M
- 1999 - Korg iS35
- 1999 - Korg iS50B
- 2000 - Korg Triton
- 2000 - Korg MS-2000
- 2000 - Korg Pa80
- 2000 - Korg Pa60
- 2001 - Korg Triton LE
- 2002 - Korg KARMA
- 2002 - Korg Triton Studio
- 2002 - Korg MicroKorg
- 2003 - Korg Pa1X Pro
- 2003 - Korg microKONTROL
- 2004 - Korg Legacy Collection (Plugin para softwares de produção musical)
- 2004 - Korg Pa1X
- 2004 - Korg Pa50
- 2003 - Korg Triton Extreme
- 2005 - Korg Oasys
- 2006 - Korg TR (mesma aparência do Triton LE e com melhorias)
- 2006 - Korg Radias
- 2006 - Korg PadKontrol
- 2006 - Korg Kaoss Pad 3
- 2006 - Korg X50
- 2007 - PA800
- 2007 - Korg M3
- 2007 - Korg R3 (sintetizador de 3 oitavas com vocoder)
- 2007 - PA2X PRO
- 2008 - PA500
- 2008 - Korg M50
- 2009 - Korg SV-1
- 2009 - Korg Pa50SD - Nesse modelo, substituiriam o drive de disquete por um leitor de cartões SD.
- 2011 - Korg PA3X
- 2011 - Korg Kronos
- 2012 - Korg Krome
- 2013 - Korg KingKORG
- 2014 - Korg kronos 2